# ハイクラゲ
ハイクラゲ Staurocladia acuminata (Edmondson, 1930) は、ごく小型のヒドロ虫類のクラゲである。クラゲではあるが、傘が円盤状にまで退化しており、触手を使って這う。

## 概説
ハイクラゲは小さな円盤状の体から分枝した触手を伸ばし、これを使って海藻や岩の上を這って生活している。同じ科のエダアシクラゲも触手で這うことが出来るが、ドーム上の傘を使って遊泳することも出来る。しかしこの種では傘は退化して小さな円盤となっており、遊泳はほとんどせず、這う運動だけで生活する。
海岸付近に広く分布するものと思われるが、発見の報告は多くない。これは小さいために見過ごされることが多いためと思われる。ポリプも知られているが、クラゲもよく無性生殖する。近縁の複数種が知られ、また別属にもごく似たものがある。この記事ではそれらも含めて記述する。

### 名称について
和名は「這いクラゲ」であり、這うことによる。この種が発見された当初に与えられた和名はイザリクラゲであった。しかし、後に1988にHirohito こと昭和天皇が日本で第二の種であるミウラハイクラゲ S. vallentini を発見し、報告した際に上記の名に改めたものである。
英名は Crawling medusa あるいは Creeping medusa であり、いずれにせよ這いクラゲの意味である。ただし英語のこの名は近縁でやはり傘が円盤状に退化したクラゲである Eleutheria にもこれをあてる。

### 発見の経緯
日本で最初にこの種が発見されたのは1952年、下田の東京文理科大学附属臨海実験所の水槽内であり、単一の個体から無性増殖したものであった由。Haradaはこれを新種として記載したが、後に既にハワイで発見記載されたものと判明した。この種はその後長らく発見されず、50年を経て2001年、ようやく筑波大学下田臨海実験センター（旧名が東京文理科大学附属臨海実験所、つまり前回と同じ所）付近の海岸で発見された。これが同時に、日本では本種を野外で発見した最初のものとなった。この種はその後も下田付近で採集され、他に沖縄島からも報告された。
なお、同属のものとしては上記のように昭和天皇が相模湾でミウラハイクラゲを発見したのが第2番目に当たる。

## 特徴

### クラゲ
本体部は傘の型を失い、中央がわずかに盛り上がるだけとなっている。円盤部の径は個体によって様々だが大きいものでも1mmには達しないほどに小さい。寒天質は薄く、下面にある口柄は短いが大きい。
傘の縁には触手が一面に並ぶ。触手の数は多く、多いものでは50-60本にも達する。触手基部の反口側に赤い眼点がある。体のそれ以外の部分は無色で、やや褐色を帯びる。縁沿い腹面に刺胞の集まった環状の部分がある。
触手は中央で二叉に分かれ、腹側の附属枝と背面の刺胞枝に分かれる。刺胞枝では先端に一つ、途中に三つの刺胞瘤がある。附属枝の先端は付着装置となっている。
日本には他に三種が知られるが、それぞれ大きさや触手の刺胞瘤の配置等が異なる。この特徴はこの属において種を区別する点で重視されるものである。

### ポリプ
Harada et al.(2006)によると、本種のポリプは確認されてはいるが、正式には未記載である。この属一般では、形はエダアシクラゲに似て、円筒形のヒドロ花には4本の頭状触手を輪生し、その下部の側面からクラゲ芽を出す。異なる点として、この属のポリプはヒドロ花の下部、ヒドロ茎で分枝することがある点が上げられる。

## 分布
上記のように、この種は日本では下田と沖縄からのみ知られる。Hiranoらは3年にわたって三浦半島の三崎でこの種を探しているが、見つかっていない。同時期に他地域で同属別種が発見されているが、やはりこの種は見つかっていないので、見落とされているだけとは思われない。国外では最初に発見されたハワイ諸島の他、パプアニューギニアから報告がある。

## 生息環境と生態
この類のクラゲは主として岩石海岸の潮間帯に見られる。地域によっては普通に見られるものであり、アマモのような海草類や海藻の表面（表裏とも）もよい生息地であり、また潮だまりにも多く見られる。下記のようにクラゲ世代が盛んに無性生殖をするため、時に高密度で出現する。遊泳の観察例はあるが、基本的には触手にある付着器を使って基盤に張り付き、匍匐して生活する。
なお、日本での本種の発見も水槽内であったが、水族館などで掛け流しの水槽内に発生し、繁殖してガラス越しに小さな星のような姿を観察されることがあるとのこと。

## 生殖
ポリプは群体性で無性的に増殖するが、本属のもの一般の特徴として、クラゲ世代が頻繁に無性生殖で増殖する。その代表的な方法は分裂である。円盤部がほぼ半分にちぎれるような形で二個体になる。他に、クラゲの触手からクラゲ芽を生じることも知られる。ちなみに近縁の Eleutheria では、むしろ本体円盤部の縁からの出芽によって無性的増殖が行われる。
有性生殖としては、秋に卵を持っている個体が確認されている。
別種であるヒメハイクラゲとチゴハイクラゲに関する日本での調査では、夏の終わりから冬にかけて出現し、無性生殖を繰り返し、時に高密度の個体群をなす。時に1週間で個体数が二倍増するほどに増殖する。

## 分類
本属のクラゲは分枝した触手や、そこにある付着器で這うことなどの特徴をエダアシクラゲと共有し、同じ科に含める。
本属には約15種が知られ、発見数は多くないものの、その分布域はほぼ世界全体にわたる。日本では以下の4種が報告されている（括弧内は国内の分布域）。
- Staurocladia：ハイクラゲ属
  - S. acuminata：ハイクラゲ
  - S. vallentini：ミウラハイクラゲ（相模湾）
  - S. oahuensis：ヒメハイクラゲ（小湊・房総半島および東京湾）
  - S. bilateralis：チゴハイクラゲ（小湊・房総半島および呼子・九州）

なお、上記のように近縁で同じように這うクラゲとして Eleutheria がある。これはクラゲの形はほぼ同じながら、胃腔に育児嚢があること、刺胞瘤が触手先端に一つだけある点などで区別される。
この属には2種が知られ、その分布域はいずれもヨーロッパ沿岸である。オーストラリア沿岸でも発見されているが、北極海か地中海からの移入とされている。